# Simandres
Simandres este o comună în departamentul Rhône din sud-estul Franței. În 2009 avea o populație de 1.607 de locuitori.

## Evoluția populației
| An        | 1975 | 1982 | 1990  | 1999  | 2006  | 2009  |
| --------- | ---- | ---- | ----- | ----- | ----- | ----- |
| Populație | 636  | 782  | 1.044 | 1.258 | 1.478 | 1.607 |